# یامه (استان اوپوله)
یامه (به لاتین: Jamy) یک روستا در لهستان است که در گمینا گوژوف شلانسکی واقع شده‌است.